# Tekena Tamuno
Tekena Tamuno, né le 28 janvier 1932 à Port Harcourt et mort le 11 avril 2015 à Ibadan, est un historien nigérian.

## Biographie
Étudiant de l'université d'Ibadan, de Birkbeck College (Université de Londres) et de l'université Columbia, il est maître de conférences à l'université d'Ibadan à partir de 1963, puis professeur en 1971, directeur du département d'histoire (1972-1975), doyen de la faculté des Arts (1973-1975) et vice-chancelier de l'université (1975-1979).